# Les Viles (Torà)
Les Viles és una masia de Torà (Solsonès) inclosa a l'Inventari del Patrimoni Arquitectònic de Catalunya.

## Situació
La masia està al nord-est del petit nucli de Sant Serni, als plans que coronen els vessants a l'esquerra de la riera de Llanera. Junt amb la masia de Puigcernau, a tocar, aprofiten l'extrem nord d'una allargassada carena envoltada de camps de conreu.
El camí per anar-hi surt de la carretera de Torà a Ardèvol, aproximadament a 5,8 km de Fontanet (41° 50′ 30″ N, 1° 28′ 51″ E / 41.841622°N,1.480732°E). Es pren la bona pista en direcció nord (senyalitzada "Les Viles"). A un centenar de metres, en un encreuament, s'agafa la pista de la dreta que no es deixa fins a arribar a les masies (1 km). La primera és Puigcernau i la segona les Viles.

## Descripció
Edifici de quatre façanes i tres plantes.

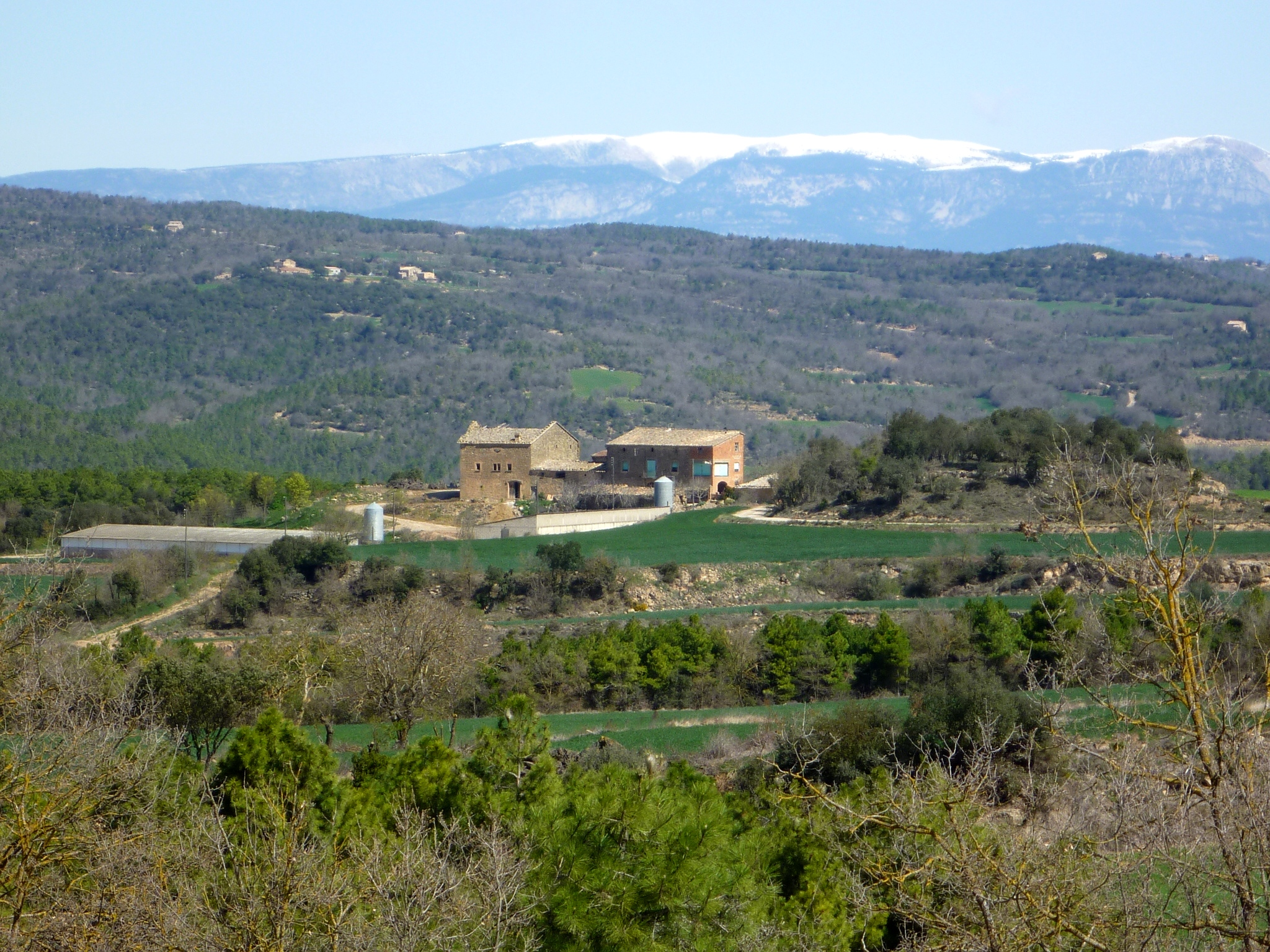
Les Viles i Puigcernau

A la façana principal (sud), a la planta baixa a la part dreta hi ha l'entrada amb doble arc escarser. A sobre se situa una decoració esculpida a la pedra amb una data en nombres romans (1918). A la seva esquerra, hi ha una petita obertura quadrada. A la planta següent, hi ha tres finestres, la del centre és bessona. A la darrera planta hi ha una obertura en forma romboïdal en maons. A la façana oest, a la planta baixa a l'esquerra hi ha una altra entrada, al centre hi ha un petit contrafort. A la planta següent hi ha tres finestres amb llinda de pedra i ampit. La del centre hi porta de la data inscrita de 1714. La façana nord, es troba quasi a terra. A la façana est, hi ha una finestra amb llinda de pedra que dona a la segona planta. A la planta baixa a la dreta hi ha les restes d'un edifici adjunt a la façana. A la part esquerra n'hi ha un altre de sencer. A la darrera planta hi ha dues petites obertures. La coberta que quasi no es conserva, és de dos vessants (nord-sud).
L'edifici adjunt a la façana est, és de dues plantes. A la façana sud té una entrada amb llinda de pedra. A la planta següent hi ha dues finestres, la de l'esquerra amb llinda de pedra i ampit. A la façana nord, hi ha una entrada amb arc a la planta baixa.

## Història
La datació aproximada és de 1714, però podria tenir uns precedents més antics.